# Kulen

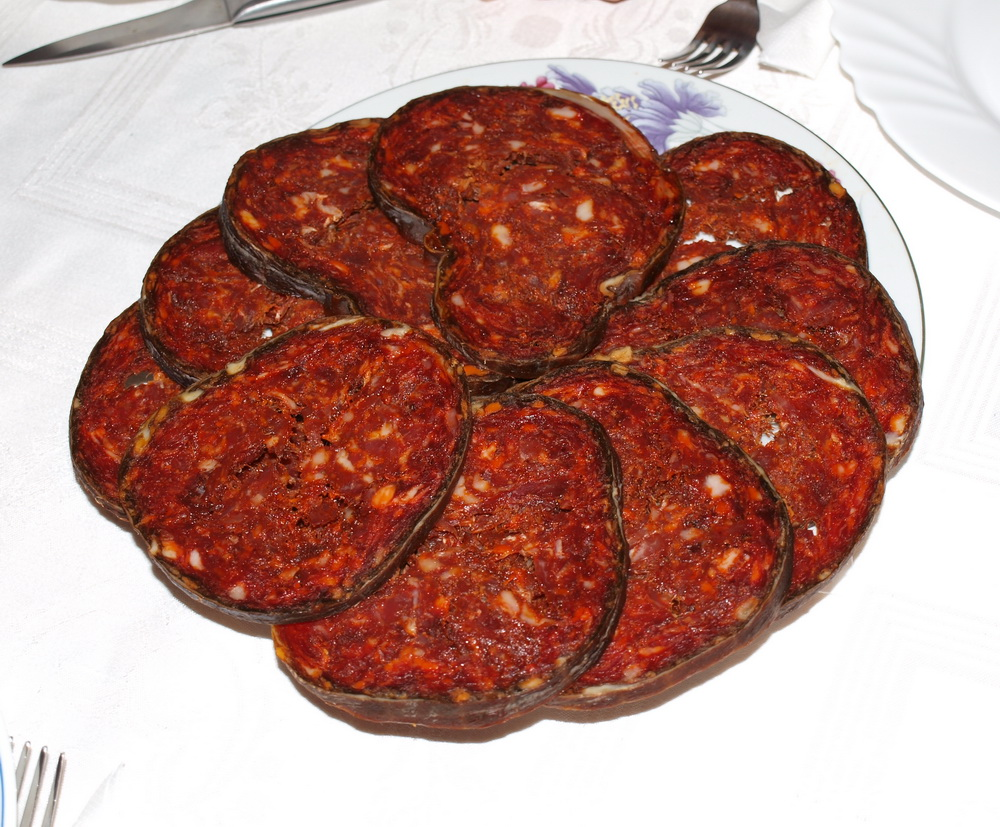
Des tranches de Kulen

Le Kulen est une saucisse faite à partir de porc, produite en Croatie (Slavonie) et en Serbie (Voïvodine).